# Воронцева, Мария Константиновна
Мария Константиновна Воронцева (Воронцова; род. 22 июля 1935, Верхний Мамон, Воронежская область) — передовик советского сельскохозяйственного производства, птичница. Герой Социалистического Труда (1973). Депутат Верховного Совета СССР 7, 8 и 9 созывов.

## Биография
Родилась 22 июля 1935 года в крестьянской семье в селе Верхний Мамон Воронежской области. С 1953 года работала птичницей на Россошанской птицефабрике. В 1956 году окончила Острогожский зоотехникум. За выдающиеся достижения в трудовой деятельности была удостоена в 1973 году звания Героя Социалистического Труда.
Участвовала в работе XXIV съезда КПСС.
В 1990 году вышла на пенсию. Проживает в городе Россошь Воронежской области. Почётный гражданин Россошанского района.

## Награды
- медаль «Серп и Молот» (06.09.1973)
- два ордена Ленина (08.04.1971, 06.09.1973).